# Carlos Pellegrini (Santa Fe)
Carlos Pellegrini es una comuna argentina situada en el centro-oeste de la provincia de Santa Fe, departamento San Martín.

## Ubicación
Está situada sobre la RP 13, en el departamento San Martín de la provincia de Santa Fe (Argentina), en la intersección de las rutas provinciales 13 y 66, distando 170 km de la capital de la provincia, 180 km de la ciudad de Rosario, a 80 km de la ciudad de Gálvez y a 320 km de la ciudad de Córdoba.
Limita al norte con Traill y San Jorge, al sur con El Trébol y Piamonte, al este con Cañada Rosquín y Casas y al oeste con San Jorge y Landeta.

## Localidades y parajes de la Comuna
- Carlos Pellegrini 5,311 habitantes (Indec, 2010)
- Parajes
  - Campo Busso
  - Campo María Teresa

## Santo Patrono
- San Agustín, festividad: 28 de agosto.

## Clima y topografía
La topografía de la zona es ligeramente ondulada, de características bastante uniformes y pendientes suaves, lo cual facilita las comunicaciones, y las labores rurales. El suelo es muy apto para la agricultura. La localidad está ubicada en un terreno elevado, alrededor de 109 m s. n. m., que permite el escurrimiento natural de las aguas hacia los cuatro puntos cardinales; como  consecuencia de ello, son raras las inundaciones.
El clima y las características topográficas determinan condiciones favorables para el asentamiento humano, el cual puede desarrollar distintas actividades económicas.
El clima de la zona es templado. Se observa un período húmedo que se extiende de octubre a junio, aunque los dos últimos meses no son húmedos por las precipitaciones caídas, sino por la humedad acumulada en el suelo. julio y agosto serían los únicos meses secos sino ocurre el fenómeno mencionado anteriormente. Ningún mes presenta exceso de agua; enero y febrero, tienen una deficiencia de 60 mm en conjunto. Durante el resto del año no hay déficit hídrico porque la evapotranspiración se cubre con la precipitación y el agua acumulada en el suelo.
El Departamento San Martín  se encuentra enmarcado en las isohietas de los 800 y 900 mm, con un corrimiento en función del Hemiciclo reinante: 1973 a ~2020 "Húmedo". La lluvia es uno de los factores meteorológicos que centra la atención del productor agropecuario, ya que en esta zona se dispone de agua "barata" a través de esta fuente; el agua de perforación es "cara", porque se extrae de 70 m o más ("acuífero Puelche"). Su cantidad y distribución en el año, son dos de los factores que regulan el éxito o el fracaso de los cultivos. La estación de mayores precipitaciones es el verano, notándose una declinación definida en el otoño para alcanzar valores mínimos en los meses de invierno. Durante los meses primaverales la tendencia es ascendente.

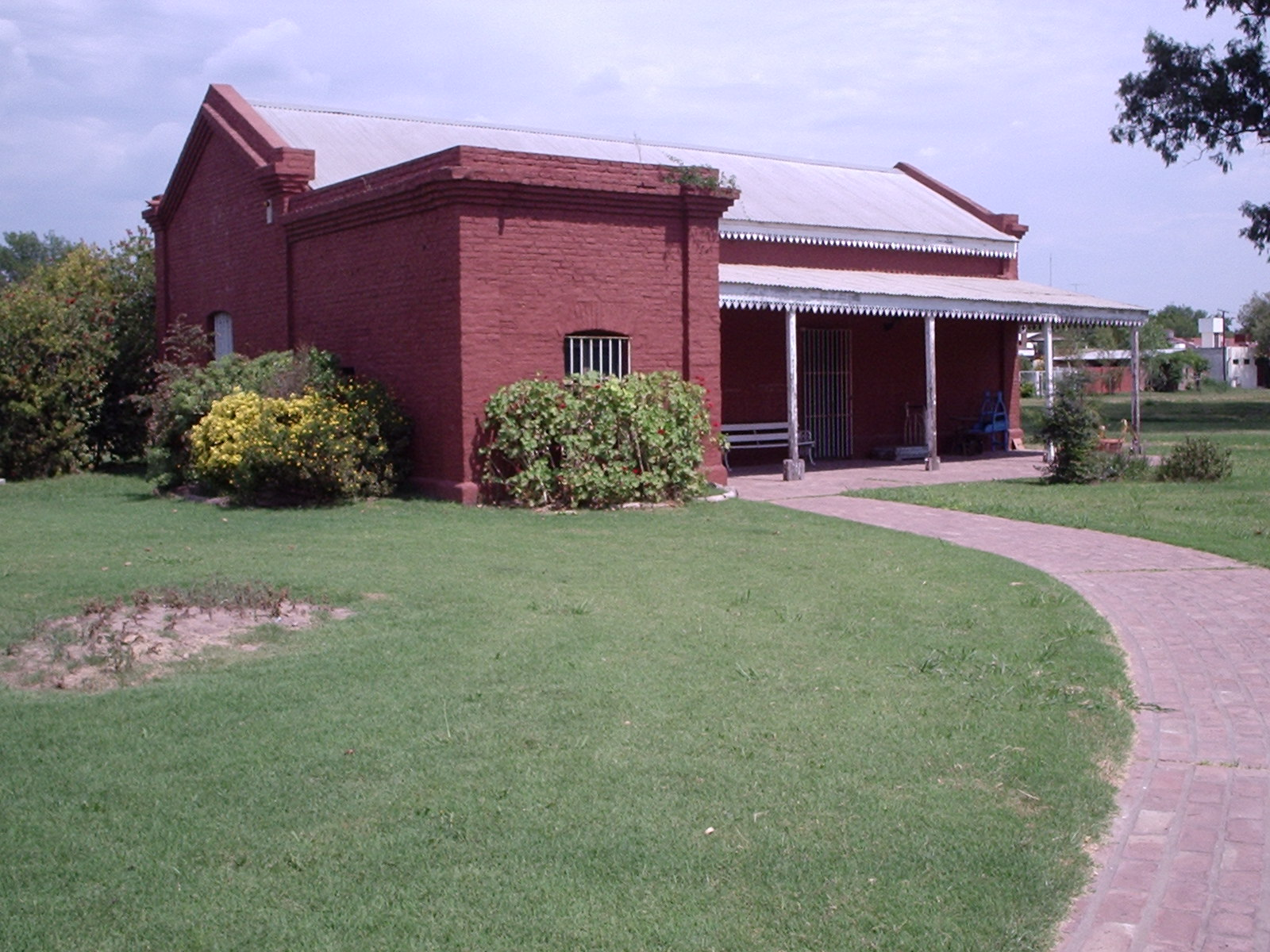
Museo.

## Toponimia
Carlos Pellegrini en sus orígenes se llamó Colonia Los Algarrobos. Según la tradición oral, se debió al nombre de la estancia y a un monte de algarrobos que se encontraban al este del pueblo y eran punto de referencia para las caravanas de inmigrantes que desde San Carlos se dirigían a esta zona o viceversa.

## Historia
Fue fundada por Agustín Hamilton Johnston, oriundo de Newcastle, Inglaterra. En 1875 había comprado tierras a Robert Patton y en 1884 al Banco de Londres y a Fidel Solá.
La traza del pueblo Los Algarrobos fue aprobada el 24 de enero de 1888, fecha que se considera la fundación del pueblo, ya que se desconocen datos de  la realización de un acto oficial de fundación.

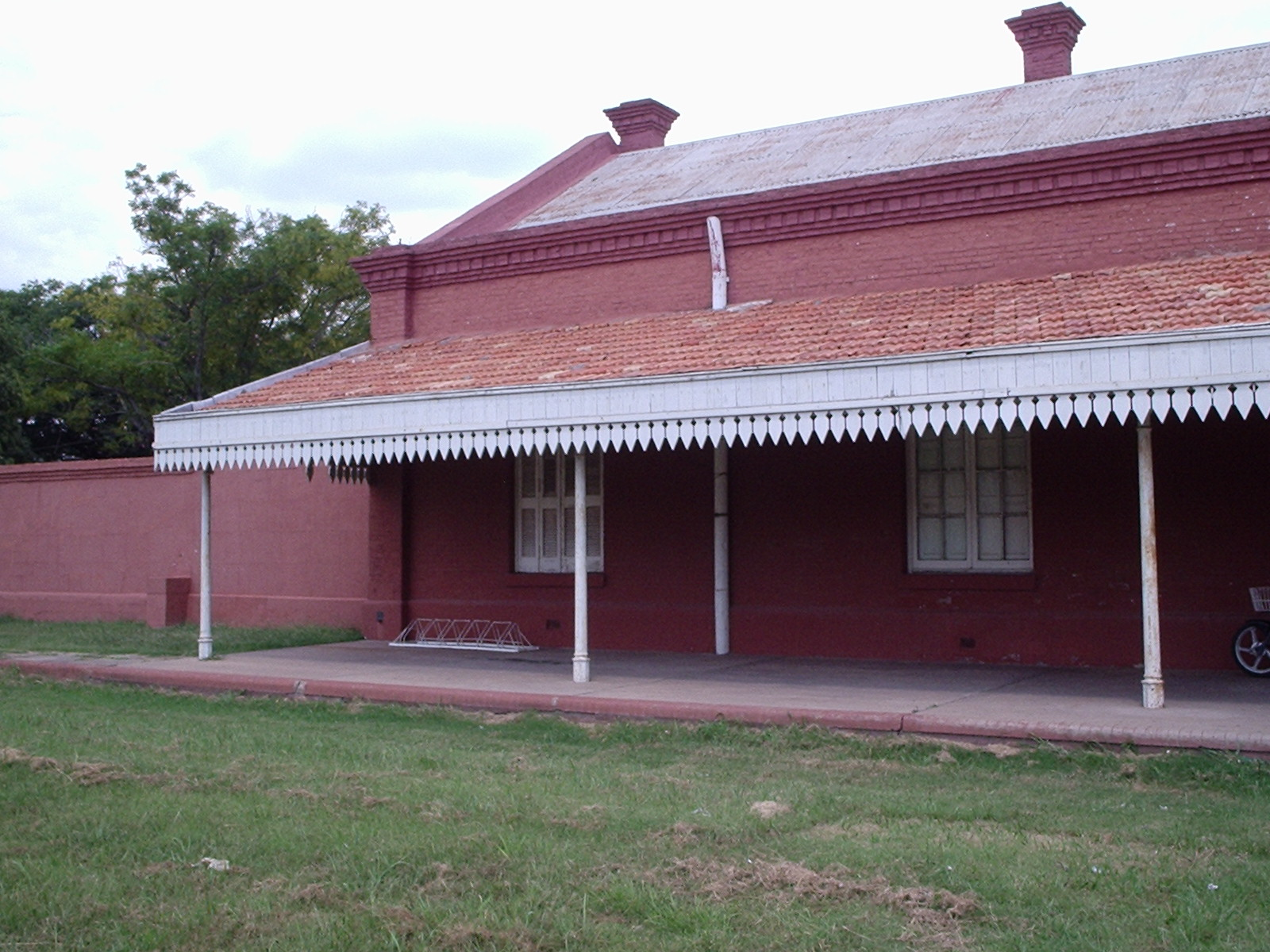
Ferroestación de Carlos Pellegrini.

En 1889, Agustín H. Johnston, donó 373.388 m² (37,3 ha)  de sus tierras a la Compañía de Ferrocarril Central Argentino, que iba de Cañada de Gómez a Las Yerbas. Este hecho cambiaría la fisonomía de la zona, dándole mayor valor a las tierras y transformándose en un polo de atracción para la inmigración europea, porque posibilitó el traslado no sólo de personas, sino  también facilitó la entrada y salida de  productos de la región.
De colonia en colonia iban deambulando. Santa Fe, Carlos Pellegrini, Montes de Oca, Venado Tuerto; itinerario que desplegaban muchos inmigrantes ante la imposibilidad de arraigarse, dado que no se les permitía el acceso a la propiedad de la tierra, amén de un perverso sistema de arrendamiento, impuesto por los latifundistas de aquel momento. 
Y como dato ilustrativo se observa (por actas de nacimiento) que a ese casi cíclico cambio, le acompañaban los nacimientos de los hijos.
Véase también: Grito de Alcorta

## Personas destacadas
- Gabriel Ernesto Pereyra, futbolista.
- César Tell, motociclista, campeón argentino 2011 de motociclismo en la categoría Stock Bikes 1000cc. con BMW (primer título para la marca alemana a nivel nacional, subcampeón argentino 2013 de Superbike B con Kawasaki ZX10R.
- Bruno Orgaz, pianista, actualmente con Soledad Pastorutti
- Elina Rodríguez, jugadora de vóley actualmente jugadora del Fluminense de Brasil y de la selección Argentina

## Parroquias de la Iglesia católica en Carlos Pellegrini
| Arquidiócesis | Santa Fe de la Vera Cruz |
| ------------- | ------------------------ |
| Parroquia     | San Agustín              |